# Robert Esnault-Pelterie
Robert Esnault-Pelterie född 8 november 1881 i Paris död 6 december 1957, var en fransk flygpionjär och flygplanskonstruktör med franskt flygcertifikat nr 4. 
Esnault-Pelterie studerade teknik vid Faculte des Sciences och därefter till ingenjör vid Sorbonne. Efter studierna tjänstgjorde han som militär i Sapeurs-Telegraphistes Mont-Valerien i Paris under kommendant FerrieFerrie. Han startade sina flygexperiment 1904 med dubbeldäckade glidflygplan, som han konstruerade efter vad han hört folk berätta om bröderna Wrights flygförsök. 1906 genomför han flygningar där han bogseras efter bilar på en strand nära Calais. Under 1907 inleder han konstruktionen av ett motordrivet monoflygplan av metall. Han flög första gången 10 oktober 1907 på sitt eget flygfält Toussus-le-Noble vid Seine et Oise med flygplanet REP 1 och tilldelades flygcertifikat nr 4 1908. Hans karriär som flygare blev inte långvarig, han havererade under en flygning 18 juni 1908. Därefter kom han bara att flyga som passagerare. Men det är som konstruktör Esnault-Pelterie går till flyghistorien. Han var bland de första att tillverka flygplan i metall, och förse styrinrättningen med en joystick. Dessutom konstruerade han tidigt fyrbladiga propellrar. Louis Blériot anklagade honom för intrång på Blériots konstruktion av styrmekanismen, men domstolen dömde i favör för Esnault-Pelterie.
1908 konstruerade och tillverkade han flygplanet REP II. Han flög själv flygplanet 8 juni 1908 under flygutprovningen och man nådde flygdistanser på upp till 1 200 meter med en flyghöjd på 30 meter. Båda värdena var vid tidpunkten höjd och längdrekord för monoflygplan.
Fram till i november byggde man om flygplanet och piloten M. Chateau flög REP II-bis under en flyguppvisning i Buc 21 november 1908. Flygplanets sista större framträdande var vid den internationella flygveckan i Rheims 1909. 
Under första världskriget utnämndes han till officer i La Légion d'Honneur. Hans arbete med utveckling av motorer och flygplan höll på att ruinera hans släkt, som finansierade hans experiment. När domstolen slutligen dömde i hans favör, tvingades flera flygplansfabriker att betala ersättning för att de använt hans idéer. Detta resulterade i att han efter kriget blev tämligen förmögen. Efter kriget blev han intresserad av rymdforskning. Han utvecklade beräkningsformler för raketflygning i vakuum (rymden), hans beräkningar publicerades 1930 i boken L'Astronautique. När boken kom ut i nytryck 1934 beskrev han även sina idéer om atomkraft och möjligheten att resa mellan olika planeter.
1930 lyckades han få ett forskningsbidrag från franska militären. Han och Jean-Jacques Barre började 1931 experimentera med olika ballistiska missiler och raketer. Under ett experiment med en raket exploderade bränsleblandningen och han förlorade tre fingrar på sin ena hand. Fram till sin död ansökte han om över 120 patent från metallurgi till olika typer av bränslepumpar.